# Dennis Grefhorst
Dennis Grefhorst (Apeldoorn, 10 november 1987) is een Nederlands gitarist en zanger. 
Dennis Grefhorst begon aan het eind van de basisschool met gitaar spelen. In eerste instantie speelde hij akoestisch gitaar, maar nadat hij in aanraking kwam met muziek van Van Halen stapte hij al snel over op elektrisch gitaar. Een aantal middelbare schoolbandjes volgden en na zijn middelbare opleiding is hij in 2007 aangenomen op de opleiding Popacademie van ArtEZ Conservatorium Enschede, waar hij in 2011 succesvol afstudeert.
In 2016 brengt hij met zijn band Silverlane het album Off Course uit, waarvan de single Wanna Be Loved uitgeroepen wordt tot Debuut Van De Week bij Countdown Café op radio Veronica (Talpa Radio).
Vanaf 2017 speelt hij meerdere nummers in voor Het Goede Doel zanger Henk Westbroek (o.a. Er bestaat Geen God en Dit Moet Liefde Zijn), welken op het album Laatste Plaat (2020) en de postscriptum ep P.S. (2022) zijn verschenen. Op de ep P.S. is naast zijn gitaarspel ook achtergrondzang te horen op de nummers Niemand Is Perfect en Met Een Rechte Rug.
In 2022 lanceert hij onder pseudoniem Dennis Van Horst zijn eerste solo single I Don't Wanna Go Home, waarvoor hij zowel de instrumenten als de zang voor zijn rekening neemt. De lancering van de single gaat gepaard met een videoclip, welke gebruikt maakt van de technieken van de jaren '80, waaronder stop-motion en claymation.

## Discografie
- 2016: Off Course (Silverlane)
- 2020: Laatste Plaat (Henk Westbroek)
- 2022: P.S. (Henk Westbroek)